# 2003 års evangeliebok
Den svenska evangelieboken är en evangeliebok, som antogs av Svenska kyrkans kyrkomöte den 24 oktober 2002 men används även i många andra kristna samfund i Sverige, och utkom 2003.
Den började gälla första advent 2003.
Till skillnad från tidigare svenska evangelieböcker innehåller den även en text ur Psaltaren för varje sön- och helgdag. De övriga texterna, en ur evangelierna, en ur breven och en ur Gamla Testamentet, är uppdelade på tre årgångar, så att det finns plats för tre gånger så många texter. Evangelieboken innehåller också två böner för varje sön- och helgdag, kallad kollektbön eller dagens bön.
Tidigare svenska evangelieböcker har utkommit 1983, 1942, 1921, 1860, 1628 och 1544.